# جيمس باكلي (ممثل)
جيمس باكلي (بالإنجليزية: James Buckley)‏ هو يوتيوبي وممثل بريطاني، ولد في 14 أغسطس 1987 في المملكة المتحدة.

## أعمال

### أفلام
- (2013) تشارلي كاونتريمان

## وصلات خارجية
- جيمس باكلي على موقع IMDb (الإنجليزية)
- جيمس باكلي على موقع ميوزك برينز (الإنجليزية)
- جيمس باكلي على موقع قاعدة بيانات الفيلم (الإنجليزية)